# Anacroneuria farallonensis
Anacroneuria farallonensis är en bäcksländeart som beskrevs av Rojas och Martha Lucia Baena 1993. Anacroneuria farallonensis ingår i släktet Anacroneuria och familjen jättebäcksländor. Inga underarter finns listade i Catalogue of Life.